# Birago (famiglia)
I Birago (o Biraghi) furono una nobile famiglia milanese, ramificatasi in seguito anche in Canavese e nel Torinese.

## Storia

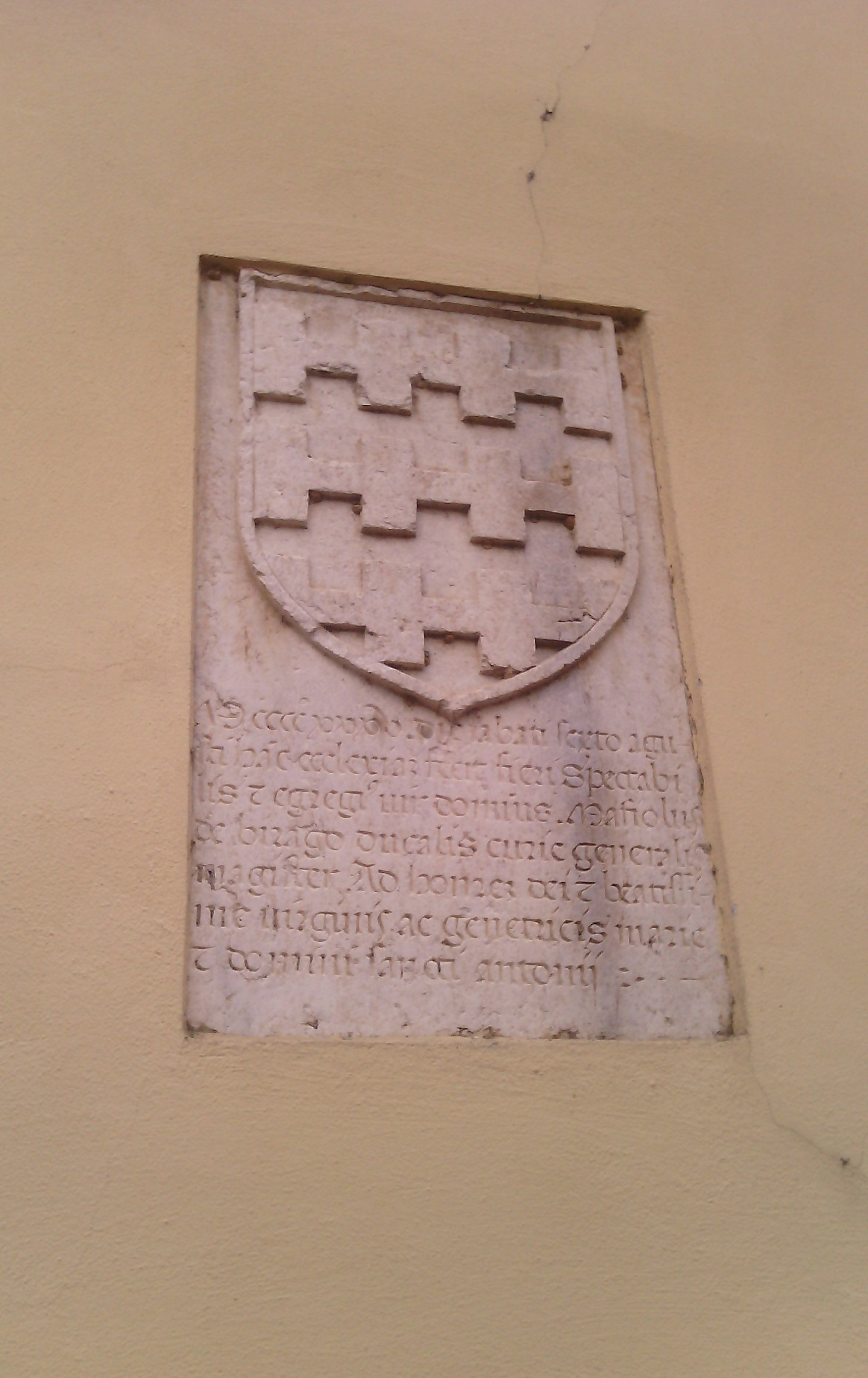
Lapide con lo stemma di Maffiolo Birago a Cassinetta di Lugagnano, nel milanese

La casata, nota alle cronache dal 942, che prese il nome dalla località di Birago,  a nord di Milano.
Capostipite della famiglia fu Corrado, vissuto nel XII secolo, il quale combatté nell'esercito milanese contro il comune di Como nel 1195. La famiglia iniziò così una rapida ascesa al servizio dei Visconti, ad eccezione di Gaspare, ultimo figlio di Corrado il quale, avverso ai signori di Milano, venne esiliato e si rifugiò in Friuli.
Della famiglia milanese, Desiderio (m. 1388) fu il primo a ricoprire incarichi civili di peso nell'amministrazione milanese in quanto divenne dapprima decurione e poi uno dei prefetti della fabbrica del duomo, distinguendosi alla sua morte per essere uno dei cittadini più ricchi della capitale lombarda. Angelo (m. 1484) venne esonerato dal pagamento dei tributi e fu avvocato della camera fiscale del ducato di Milano. La famiglia perdurò in fama e ricchezza sino alla fine del dominio degli Sforza su Milano, poi si schierò con gli invasori francesi giurando fedeltà a Luigi XII con Daniele (m. 1509), che fu podestà di Piacenza. Dopo il 1535 il figlio di questi, Aurelio Bassano, giurò fedeltà agli spagnoli di Carlo V proseguendo la permanenza nelle cariche amministrative di Milano.

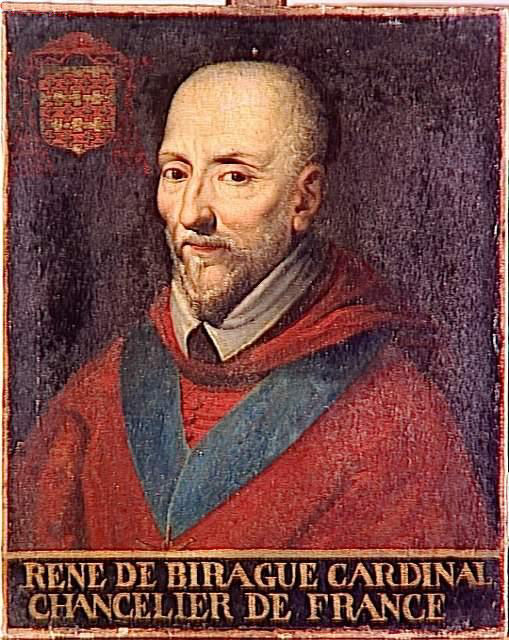
Renato Birago

Il ramo principale della famiglia si estinse nel Cinquecento e la casata venne proseguita da un altro ramo originatosi nel XIV secolo da Spinazzo, fratello minore di Guidazzo, che emerse in maniera particolare nell'amministrazione milanese nel Quattrocento con la personalità di Maffiolo Birago, Maestro di Aula della Camera Ducale di Filippo Maria Visconti, il quale fu personaggio particolarmente influente alla corte di quest'ultimo nonché fondatore del borgo milanese di Cassinetta di Lugagnano con l'erezione della chiesa parrocchiale e di una prima villa di campagna possedimento della sua famiglia per i successivi due secoli. Questo ramo ottenne l'infeudazione del borgo pavese di Ottobiano con Andrea, figlio di Maffiolo, e proseguì per le successive otto generazioni estinguendosi nella seconda metà del Settecento. Tra i personaggi più illustri di questo ramo della casata spicca indubbiamente Renato Birago, cardinale, sovrintendente alle finanze e cancelliere del regno di Francia con funzioni di primo ministro sotto il regno di Carlo IX.
Carlo, pronipote di Andrea Birago, fondò un ramo della famiglia che si stabilì a Torino e fu l'ultimo ad estinguersi, nel 1911.

### Albero genealogico
|                                 |                                    |                                    |                                   |                                    |                                    |                                                                                |                                                                                |                 |                  |                                      |                                      |                |                |                                          |                                                                           |                                                                           |                                        |                                                                                 |                                                                                                  |                                                                                                  |                                          |                                                  |                                                  |                                                               |                                                               |                                                   |                                                    |                                                       |                                                       |                                                 |                                                |                                                |                                                  |                                                  |                                                    |                                                             |                                                             |                                    |                                         |                                                        |                                                        |                                       |                                       |                                                           |                                                           |
|                                 |                                    |                                    |                                   |                                    |                                    |                                                                                |                                                                                |                 |                  |                                      |                                      |                |                |                                          |                                                                           |                                                                           |                                        |                                                                                 |                                                                                                  |                                                                                                  |                                          |                                                  |                                                  |                                                               |                                                               |                                                   |                                                    |                                                       |                                                       |                                                 |                                                |                                                | Corrado †1196                                    |                                                  |                                                    |                                                             |                                                             |                                    |                                         |                                                        |                                                        |                                       |                                       |                                                           |                                                           |
|                                 |                                    |                                    |                                   |                                    |                                    |                                                                                |                                                                                |                 |                  |                                      |                                      |                |                |                                          |                                                                           |                                                                           |                                        |                                                                                 |                                                                                                  |                                                                                                  |                                          |                                                  |                                                  |                                                               |                                                               |                                                   |                                                    |                                                       |                                                       |                                                 |                                                |                                                |                                                  |                                                  |                                                    |                                                             |                                                             |                                    |                                         |                                                        |                                                        |                                       |                                       |                                                           |                                                           |
|                                 |                                    |                                    |                                   |                                    |                                    |                                                                                |                                                                                |                 |                  |                                      |                                      |                |                |                                          |                                                                           |                                                                           |                                        |                                                                                 |                                                                                                  |                                                                                                  |                                          |                                                  |                                                  |                                                               |                                                               |                                                   |                                                    |                                                       |                                                       |                                                 |                                                |                                                |                                                  |                                                  |                                                    |                                                             |                                                             |                                    |                                         |                                                        |                                                        |                                       |                                       |                                                           |                                                           |
|                                 |                                    |                                    |                                   |                                    |                                    |                                                                                |                                                                                |                 |                  |                                      |                                      |                |                |                                          |                                                                           |                                                                           |                                        |                                                                                 |                                                                                                  |                                                                                                  |                                          |                                                  |                                                  |                                                               |                                                               |                                                   |                                                    |                                                       |                                                       |                                                 |                                                |                                                | Pagano ?-? Margherita della Pusterla             |                                                  |                                                    |                                                             |                                                             |                                    |                                         |                                                        |                                                        |                                       |                                       |                                                           |                                                           |
|                                 |                                    |                                    |                                   |                                    |                                    |                                                                                |                                                                                |                 |                  |                                      |                                      |                |                |                                          |                                                                           |                                                                           |                                        |                                                                                 |                                                                                                  |                                                                                                  |                                          |                                                  |                                                  |                                                               |                                                               |                                                   |                                                    |                                                       |                                                       |                                                 |                                                |                                                |                                                  |                                                  |                                                    |                                                             |                                                             |                                    |                                         |                                                        |                                                        |                                       |                                       |                                                           |                                                           |
|                                 |                                    |                                    |                                   |                                    |                                    |                                                                                |                                                                                |                 |                  |                                      |                                      |                |                |                                          |                                                                           |                                                                           |                                        |                                                                                 |                                                                                                  |                                                                                                  |                                          |                                                  |                                                  |                                                               |                                                               |                                                   |                                                    |                                                       |                                                       |                                                 |                                                |                                                |                                                  |                                                  |                                                    |                                                             |                                                             |                                    |                                         |                                                        |                                                        |                                       |                                       |                                                           |                                                           |
|                                 |                                    |                                    |                                   |                                    |                                    |                                                                                |                                                                                |                 |                  |                                      |                                      |                |                |                                          |                                                                           |                                                                           |                                        |                                                                                 |                                                                                                  |                                                                                                  |                                          |                                                  |                                                  |                                                               |                                                               |                                                   |                                                    |                                                       |                                                       |                                                 |                                                |                                                | Zanitello ?-?                                    |                                                  |                                                    |                                                             |                                                             |                                    |                                         |                                                        |                                                        |                                       |                                       |                                                           |                                                           |
|                                 |                                    |                                    |                                   |                                    |                                    |                                                                                |                                                                                |                 |                  |                                      |                                      |                |                |                                          |                                                                           |                                                                           |                                        |                                                                                 |                                                                                                  |                                                                                                  |                                          |                                                  |                                                  |                                                               |                                                               |                                                   |                                                    |                                                       |                                                       |                                                 |                                                |                                                |                                                  |                                                  |                                                    |                                                             |                                                             |                                    |                                         |                                                        |                                                        |                                       |                                       |                                                           |                                                           |
|                                 |                                    |                                    |                                   |                                    |                                    |                                                                                |                                                                                |                 |                  |                                      |                                      |                |                |                                          |                                                                           |                                                                           |                                        |                                                                                 |                                                                                                  |                                                                                                  |                                          |                                                  |                                                  |                                                               |                                                               |                                                   |                                                    |                                                       |                                                       |                                                 |                                                |                                                |                                                  |                                                  |                                                    |                                                             |                                                             |                                    |                                         |                                                        |                                                        |                                       |                                       |                                                           |                                                           |
|                                 |                                    |                                    |                                   |                                    |                                    |                                                                                |                                                                                |                 |                  |                                      |                                      |                |                |                                          |                                                                           |                                                                           |                                        |                                                                                 |                                                                                                  |                                                                                                  |                                          |                                                  |                                                  |                                                               |                                                               |                                                   |                                                    | Oddone ?-?                                            | Oddone ?-?                                            | Baldassarre †1286                               | Baldassarre †1286                              | Alberto ?-?                                    | Alberto ?-?                                      | Lantelmo ?-? Giovanna Castiglioni                | Lantelmo ?-? Giovanna Castiglioni                  | Gregorio ?-? domenicano                                     | Gregorio ?-? domenicano                                     | Gaspare ?-? Giovanna Castiglioni   | Gaspare ?-? Giovanna Castiglioni        |                                                        |                                                        |                                       |                                       |                                                           |                                                           |
|                                 |                                    |                                    |                                   |                                    |                                    |                                                                                |                                                                                |                 |                  |                                      |                                      |                |                |                                          |                                                                           |                                                                           |                                        |                                                                                 |                                                                                                  |                                                                                                  |                                          |                                                  |                                                  |                                                               |                                                               |                                                   |                                                    |                                                       |                                                       |                                                 |                                                |                                                |                                                  |                                                  |                                                    |                                                             |                                                             |                                    |                                         |                                                        |                                                        |                                       |                                       |                                                           |                                                           |
|                                 |                                    |                                    |                                   |                                    |                                    |                                                                                |                                                                                |                 |                  |                                      |                                      |                |                |                                          |                                                                           |                                                                           |                                        |                                                                                 |                                                                                                  |                                                                                                  |                                          |                                                  |                                                  |                                                               |                                                               |                                                   |                                                    |                                                       |                                                       |                                                 |                                                |                                                |                                                  |                                                  |                                                    |                                                             |                                                             |                                    |                                         |                                                        |                                                        |                                       |                                       |                                                           |                                                           |
|                                 |                                    |                                    |                                   |                                    |                                    |                                                                                |                                                                                |                 |                  |                                      |                                      |                |                |                                          |                                                                           |                                                                           |                                        |                                                                                 |                                                                                                  |                                                                                                  |                                          |                                                  |                                                  |                                                               |                                                               |                                                   |                                                    |                                                       |                                                       |                                                 |                                                | Bellone † d. 1330 frate                        | Bellone † d. 1330 frate                          | Guglielmo † d. 1330 frate                        | Guglielmo † d. 1330 frate                          | Guido † d. 1297 canonico del duomo di Milano                | Guido † d. 1297 canonico del duomo di Milano                |                                    |                                         |                                                        |                                                        |                                       |                                       |                                                           |                                                           |
|                                 |                                    |                                    |                                   |                                    |                                    |                                                                                |                                                                                |                 |                  |                                      |                                      |                |                |                                          |                                                                           |                                                                           |                                        |                                                                                 |                                                                                                  |                                                                                                  |                                          |                                                  |                                                  |                                                               |                                                               |                                                   |                                                    |                                                       |                                                       |                                                 |                                                |                                                |                                                  |                                                  |                                                    |                                                             |                                                             |                                    |                                         |                                                        |                                                        |                                       |                                       |                                                           |                                                           |
|                                 |                                    |                                    |                                   |                                    |                                    |                                                                                |                                                                                |                 |                  |                                      |                                      |                |                |                                          |                                                                           |                                                                           |                                        |                                                                                 |                                                                                                  |                                                                                                  |                                          |                                                  |                                                  |                                                               |                                                               |                                                   |                                                    |                                                       |                                                       |                                                 |                                                |                                                |                                                  |                                                  |                                                    |                                                             |                                                             |                                    |                                         |                                                        |                                                        |                                       |                                       |                                                           |                                                           |
|                                 |                                    |                                    |                                   |                                    |                                    |                                                                                |                                                                                |                 |                  |                                      |                                      |                |                |                                          |                                                                           |                                                                           |                                        |                                                                                 |                                                                                                  |                                                                                                  |                                          |                                                  | Guidazzo † d. 1338                               | Guidazzo † d. 1338                                            |                                                               |                                                   |                                                    |                                                       |                                                       |                                                 |                                                |                                                |                                                  |                                                  |                                                    |                                                             |                                                             |                                    |                                         |                                                        | Spinazzo † d. 1360                                     | Spinazzo † d. 1360                    |                                       |                                                           |                                                           |
|                                 |                                    |                                    |                                   |                                    |                                    |                                                                                |                                                                                |                 |                  |                                      |                                      |                |                |                                          |                                                                           |                                                                           |                                        |                                                                                 |                                                                                                  |                                                                                                  |                                          |                                                  |                                                  |                                                               |                                                               |                                                   |                                                    |                                                       |                                                       |                                                 |                                                |                                                |                                                  |                                                  |                                                    |                                                             |                                                             |                                    |                                         |                                                        |                                                        |                                       |                                       |                                                           |                                                           |
|                                 |                                    |                                    |                                   |                                    |                                    |                                                                                |                                                                                |                 |                  |                                      |                                      |                |                |                                          |                                                                           |                                                                           |                                        |                                                                                 |                                                                                                  |                                                                                                  |                                          |                                                  |                                                  |                                                               |                                                               |                                                   |                                                    |                                                       |                                                       |                                                 |                                                |                                                |                                                  |                                                  |                                                    |                                                             |                                                             |                                    |                                         |                                                        |                                                        |                                       |                                       |                                                           |                                                           |
|                                 |                                    |                                    |                                   |                                    |                                    |                                                                                |                                                                                |                 |                  |                                      |                                      |                |                |                                          |                                                                           |                                                                           |                                        |                                                                                 |                                                                                                  | Annibale † d. 1382 Margherita Resta                                                              | Annibale † d. 1382 Margherita Resta      | Ambrogio † d. 1386 Caterina degli Amizoni        | Ambrogio † d. 1386 Caterina degli Amizoni        | Rainoldo ?-? Petrola da Rosate                                | Rainoldo ?-? Petrola da Rosate                                | Lampugnino ?-? Giovanna de Malalbertis            | Lampugnino ?-? Giovanna de Malalbertis             |                                                       |                                                       |                                                 |                                                |                                                |                                                  |                                                  |                                                    |                                                             |                                                             | Lantelmo † d. 1412                 | Lantelmo † d. 1412                      | Abramo ?-?                                             | Abramo ?-?                                             | Giovanni Zenone ?-?                   | Giovanni Zenone ?-?                   | Carlo † d. 1409                                           | Carlo † d. 1409                                           |
|                                 |                                    |                                    |                                   |                                    |                                    |                                                                                |                                                                                |                 |                  |                                      |                                      |                |                |                                          |                                                                           |                                                                           |                                        |                                                                                 |                                                                                                  |                                                                                                  |                                          |                                                  |                                                  |                                                               |                                                               |                                                   |                                                    |                                                       |                                                       |                                                 |                                                |                                                |                                                  |                                                  |                                                    |                                                             |                                                             |                                    |                                         |                                                        |                                                        |                                       |                                       |                                                           |                                                           |
|                                 |                                    |                                    |                                   |                                    |                                    |                                                                                |                                                                                |                 |                  |                                      |                                      |                |                |                                          |                                                                           |                                                                           |                                        |                                                                                 |                                                                                                  |                                                                                                  |                                          |                                                  |                                                  |                                                               |                                                               |                                                   |                                                    |                                                       |                                                       |                                                 |                                                |                                                |                                                  |                                                  |                                                    |                                                             |                                                             |                                    |                                         |                                                        |                                                        |                                       |                                       |                                                           |                                                           |
|                                 |                                    |                                    |                                   |                                    |                                    |                                                                                |                                                                                |                 |                  |                                      |                                      |                |                |                                          |                                                                           |                                                                           |                                        | Desiderio † d. 1388 Margherita Legnani                                          | Desiderio † d. 1388 Margherita Legnani                                                           | Galdino ?-? Margherita Landriani                                                                 | Galdino ?-? Margherita Landriani         | Annibale † d. 1389 canonico di Santa Tecla       | Annibale † d. 1389 canonico di Santa Tecla       |                                                               |                                                               |                                                   |                                                    |                                                       |                                                       |                                                 |                                                |                                                |                                                  |                                                  |                                                    | Spinolo † d. 1371                                           | Spinolo † d. 1371                                           | Maffiolo † d. 1437                 | Maffiolo † d. 1437                      | Zenone † 1408                                          | Zenone † 1408                                          |                                       |                                       |                                                           |                                                           |
|                                 |                                    |                                    |                                   |                                    |                                    |                                                                                |                                                                                |                 |                  |                                      |                                      |                |                |                                          |                                                                           |                                                                           |                                        |                                                                                 |                                                                                                  |                                                                                                  |                                          |                                                  |                                                  |                                                               |                                                               |                                                   |                                                    |                                                       |                                                       |                                                 |                                                |                                                |                                                  |                                                  |                                                    |                                                             |                                                             |                                    |                                         |                                                        |                                                        |                                       |                                       |                                                           |                                                           |
|                                 |                                    |                                    |                                   |                                    |                                    |                                                                                |                                                                                |                 |                  |                                      |                                      |                |                |                                          |                                                                           |                                                                           |                                        |                                                                                 |                                                                                                  |                                                                                                  |                                          |                                                  |                                                  |                                                               |                                                               |                                                   |                                                    |                                                       |                                                       |                                                 |                                                |                                                |                                                  |                                                  |                                                    |                                                             |                                                             |                                    |                                         |                                                        |                                                        |                                       |                                       |                                                           |                                                           |
|                                 |                                    |                                    |                                   |                                    |                                    |                                                                                |                                                                                |                 |                  |                                      |                                      |                |                |                                          |                                                                           | Tommaso ?-? Bartolomea della Porta                                        | Tommaso ?-? Bartolomea della Porta     | Edoardo ?-?                                                                     | Edoardo ?-?                                                                                      | Jacopina ?-? Ambrogio Lampugnani                                                                 | Jacopina ?-? Ambrogio Lampugnani         |                                                  |                                                  |                                                               |                                                               |                                                   |                                                    |                                                       |                                                       |                                                 |                                                | Antonio † p. 1450 Elena Savico                 | Antonio † p. 1450 Elena Savico                   | Andrea, signore di Ottobiano † 1455              | Andrea, signore di Ottobiano † 1455                | Spinolo ?-?                                                 | Spinolo ?-?                                                 | Marcello ?-?                       | Marcello ?-?                            | Giovanna ?-? Bartolomeo Moroni                         | Giovanna ?-? Bartolomeo Moroni                         | Caterina † 1498 Bartolomeo Bevilacqua | Caterina † 1498 Bartolomeo Bevilacqua | Margherita ?-? Giuliano Ghilini, signore di Castelceriolo | Margherita ?-? Giuliano Ghilini, signore di Castelceriolo |
|                                 |                                    |                                    |                                   |                                    |                                    |                                                                                |                                                                                |                 |                  |                                      |                                      |                |                |                                          |                                                                           |                                                                           |                                        |                                                                                 |                                                                                                  |                                                                                                  |                                          |                                                  |                                                  |                                                               |                                                               |                                                   |                                                    |                                                       |                                                       |                                                 |                                                |                                                |                                                  |                                                  |                                                    |                                                             |                                                             |                                    |                                         |                                                        |                                                        |                                       |                                       |                                                           |                                                           |
|                                 |                                    |                                    |                                   |                                    |                                    |                                                                                |                                                                                |                 |                  |                                      |                                      |                |                |                                          |                                                                           |                                                                           |                                        |                                                                                 |                                                                                                  |                                                                                                  |                                          |                                                  |                                                  |                                                               |                                                               |                                                   |                                                    |                                                       |                                                       |                                                 |                                                |                                                |                                                  |                                                  |                                                    |                                                             |                                                             |                                    |                                         |                                                        |                                                        |                                       |                                       |                                                           |                                                           |
|                                 |                                    |                                    |                                   |                                    |                                    |                                                                                |                                                                                |                 |                  | Annibale † 1433 Margherita Landriani | Annibale † 1433 Margherita Landriani | Stefano † 1449 | Stefano † 1449 | Gaspare † 1449                           | Gaspare † 1449                                                            | Guido ?-? canonico del duomo di Milano                                    | Guido ?-? canonico del duomo di Milano | Margherita ?-? Marzio Giussani                                                  | Margherita ?-? Marzio Giussani                                                                   | Girolama ?-?                                                                                     | Girolama ?-?                             | Tommasa ?-?                                      | Tommasa ?-?                                      | Francesco, signore di Frascarolo ?-? Agostina Barbavara       | Francesco, signore di Frascarolo ?-? Agostina Barbavara       | Daniele † 1495 protonotario apostolico            | Daniele † 1495 protonotario apostolico             | Giampietro detto Pietrino † d. 1488 Angela Lampugnani | Giampietro detto Pietrino † d. 1488 Angela Lampugnani | Giampaolo ?-?                                   | Giampaolo ?-?                                  | Francesco ?-?                                  | Francesco ?-?                                    | Bellina ?-? Antonio Legnani                      | Bellina ?-? Antonio Legnani                        | Zaccarina ?-? 1. Filippo Lampugnani 2. Girolamo della Croce | Zaccarina ?-? 1. Filippo Lampugnani 2. Girolamo della Croce | Orsina ?-? Antonio Dugnani         | Orsina ?-? Antonio Dugnani              | Caterina ?-? 1. Girolamo Fagnani 2. Innocenzo Cavenago | Caterina ?-? 1. Girolamo Fagnani 2. Innocenzo Cavenago |                                       |                                       |                                                           |                                                           |
|                                 |                                    |                                    |                                   |                                    |                                    |                                                                                |                                                                                |                 |                  |                                      |                                      |                |                |                                          |                                                                           |                                                                           |                                        |                                                                                 |                                                                                                  |                                                                                                  |                                          |                                                  |                                                  |                                                               |                                                               |                                                   |                                                    |                                                       |                                                       |                                                 |                                                |                                                |                                                  |                                                  |                                                    |                                                             |                                                             |                                    |                                         |                                                        |                                                        |                                       |                                       |                                                           |                                                           |
|                                 |                                    |                                    |                                   |                                    |                                    |                                                                                |                                                                                |                 |                  |                                      |                                      |                |                |                                          |                                                                           |                                                                           |                                        |                                                                                 |                                                                                                  |                                                                                                  |                                          |                                                  |                                                  |                                                               |                                                               |                                                   |                                                    |                                                       |                                                       |                                                 |                                                |                                                |                                                  |                                                  |                                                    |                                                             |                                                             |                                    |                                         |                                                        |                                                        |                                       |                                       |                                                           |                                                           |
|                                 |                                    |                                    |                                   |                                    |                                    | Angelo † 1484 1. Giovanna Visconti 2. Margherita Grassi 3. Tommasa Castiglioni | Angelo † 1484 1. Giovanna Visconti 2. Margherita Grassi 3. Tommasa Castiglioni | Guidazzo ?-?    | Guidazzo ?-?     | Beltrame ?-?                         | Beltrame ?-?                         | Giovanni ?-?   | Giovanni ?-?   | Bartolomeo ?-?                           | Bartolomeo ?-?                                                            |                                                                           | Giovanni Andrea ?-? cavaliere di Malta | Giovanni Andrea ?-? cavaliere di Malta                                          | Giambattista Cesare, signore di Ottobiano † 1527 1. Camilla Secco 2. Laura Francesca della Torre | Giambattista Cesare, signore di Ottobiano † 1527 1. Camilla Secco 2. Laura Francesca della Torre |                                          |                                                  |                                                  |                                                               |                                                               |                                                   |                                                    |                                                       |                                                       |                                                 | Giangiacomo Galeazzo †1540 Anna Trivulzio      | Giangiacomo Galeazzo †1540 Anna Trivulzio      | Giancarlo ?-? prevosto di Sant'Albino di Mortara | Giancarlo ?-? prevosto di Sant'Albino di Mortara | Giacomo Antonio ?-?                                | Giacomo Antonio ?-?                                         | Gianlodovico ?-?                                            | Gianlodovico ?-?                   | Gianfrancesco ?-? Cornelia da Cotignola | Gianfrancesco ?-? Cornelia da Cotignola                |                                                        |                                       |                                       |                                                           |                                                           |
|                                 |                                    |                                    |                                   |                                    |                                    |                                                                                |                                                                                |                 |                  |                                      |                                      |                |                |                                          |                                                                           |                                                                           |                                        |                                                                                 |                                                                                                  |                                                                                                  |                                          |                                                  |                                                  |                                                               |                                                               |                                                   |                                                    |                                                       |                                                       |                                                 |                                                |                                                |                                                  |                                                  |                                                    |                                                             |                                                             |                                    |                                         |                                                        |                                                        |                                       |                                       |                                                           |                                                           |
|                                 |                                    |                                    |                                   |                                    |                                    |                                                                                |                                                                                |                 |                  |                                      |                                      |                |                |                                          |                                                                           |                                                                           |                                        |                                                                                 |                                                                                                  |                                                                                                  |                                          |                                                  |                                                  |                                                               |                                                               |                                                   |                                                    |                                                       |                                                       |                                                 |                                                |                                                |                                                  |                                                  |                                                    |                                                             |                                                             |                                    |                                         |                                                        |                                                        |                                       |                                       |                                                           |                                                           |
|                                 |                                    |                                    | Stefano † 1498 Francesca Crivelli | Stefano † 1498 Francesca Crivelli  | Francesco † 1527                   | Francesco † 1527                                                               | Giovanni † 1527                                                                | Giovanni † 1527 | Angelo † d. 1498 | Angelo † d. 1498                     |                                      |                |                |                                          | Giacomo Antonio ?-? abate commendatario di San Vincenzo in Prato a Milano | Giacomo Antonio ?-? abate commendatario di San Vincenzo in Prato a Milano | Girolamo ?-?                           | Girolamo ?-?                                                                    | Biagio ?-?                                                                                       | Biagio ?-?                                                                                       | Ludovico ?-?                             | Ludovico ?-?                                     | Carlo · ?-? · Biraghi di San Martino             | Carlo · ?-? · Biraghi di San Martino                          | Pietro ?-? cavaliere di Malta                                 | Pietro ?-? cavaliere di Malta                     | Francesco, signore di Ottobiano ?-? Camilla Cusani | Francesco, signore di Ottobiano ?-? Camilla Cusani    | Renato *1506 †1583 cardinale                          | Renato *1506 †1583 cardinale                    | Antonio ?-? prevosto di Sant'Albino di Mortara | Antonio ?-? prevosto di Sant'Albino di Mortara | Lucrezia ?-? Giulio Vimercati                    | Lucrezia ?-? Giulio Vimercati                    | Giulia ?-? Ottavio Malaspina, marchese di Malgrate | Giulia ?-? Ottavio Malaspina, marchese di Malgrate          | Elisabetta ?-? Stefano Pietrasanta                          | Elisabetta ?-? Stefano Pietrasanta |                                         |                                                        |                                                        |                                       |                                       |                                                           |                                                           |
|                                 |                                    |                                    |                                   |                                    |                                    |                                                                                |                                                                                |                 |                  |                                      |                                      |                |                |                                          |                                                                           |                                                                           |                                        |                                                                                 |                                                                                                  |                                                                                                  |                                          |                                                  |                                                  |                                                               |                                                               |                                                   |                                                    |                                                       |                                                       |                                                 |                                                |                                                |                                                  |                                                  |                                                    |                                                             |                                                             |                                    |                                         |                                                        |                                                        |                                       |                                       |                                                           |                                                           |
|                                 |                                    |                                    |                                   |                                    |                                    |                                                                                |                                                                                |                 |                  |                                      |                                      |                |                |                                          |                                                                           |                                                                           |                                        |                                                                                 |                                                                                                  |                                                                                                  |                                          |                                                  |                                                  |                                                               |                                                               |                                                   |                                                    |                                                       |                                                       |                                                 |                                                |                                                |                                                  |                                                  |                                                    |                                                             |                                                             |                                    |                                         |                                                        |                                                        |                                       |                                       |                                                           |                                                           |
|                                 | Alessandro † 1539 Angela Bagarotti | Alessandro † 1539 Angela Bagarotti |                                   | Giovanni Angelo ?-? Maria Donatoni | Giovanni Angelo ?-? Maria Donatoni | Chiara ?-? monaca a Biassono                                                   | Chiara ?-? monaca a Biassono                                                   |                 |                  |                                      |                                      |                |                |                                          |                                                                           |                                                                           |                                        |                                                                                 |                                                                                                  | Briseide ?-? Girolamo Schiaffinati                                                               | Briseide ?-? Girolamo Schiaffinati       | Aurelia ?-? Cesare Carnevali                     | Aurelia ?-? Cesare Carnevali                     | Violante ?-? 1. Francesco di Challant 2. Livio Massa          | Violante ?-? 1. Francesco di Challant 2. Livio Massa          | Galeazzo, signore di Ottobiano ?-? Ippolita Bossi | Galeazzo, signore di Ottobiano ?-? Ippolita Bossi  | Antonia ?-? Alessandro Giorgi                         | Antonia ?-? Alessandro Giorgi                         | Beatrice ?-? ?, signore di Poitrin              | Beatrice ?-? ?, signore di Poitrin             | Saveria ?-? Giacomo, conte di Mede             | Saveria ?-? Giacomo, conte di Mede               | Pierfrancesco ?-? Livia Mussani                  | Pierfrancesco ?-? Livia Mussani                    |                                                             |                                                             |                                    |                                         |                                                        |                                                        |                                       |                                       |                                                           |                                                           |
|                                 |                                    |                                    |                                   |                                    |                                    |                                                                                |                                                                                |                 |                  |                                      |                                      |                |                |                                          |                                                                           |                                                                           |                                        |                                                                                 |                                                                                                  |                                                                                                  |                                          |                                                  |                                                  |                                                               |                                                               |                                                   |                                                    |                                                       |                                                       |                                                 |                                                |                                                |                                                  |                                                  |                                                    |                                                             |                                                             |                                    |                                         |                                                        |                                                        |                                       |                                       |                                                           |                                                           |
|                                 |                                    |                                    |                                   |                                    |                                    |                                                                                |                                                                                |                 |                  |                                      |                                      |                |                |                                          |                                                                           |                                                                           |                                        |                                                                                 |                                                                                                  |                                                                                                  |                                          |                                                  |                                                  |                                                               |                                                               |                                                   |                                                    |                                                       |                                                       |                                                 |                                                |                                                |                                                  |                                                  |                                                    |                                                             |                                                             |                                    |                                         |                                                        |                                                        |                                       |                                       |                                                           |                                                           |
| Polissena ?-? Virginio Perrotta | Polissena ?-? Virginio Perrotta    | Laura ?-? Enrico Grassi            | Laura ?-? Enrico Grassi           | Barbara ?-? Desiderio Ghislieri    | Barbara ?-? Desiderio Ghislieri    |                                                                                |                                                                                |                 |                  |                                      |                                      |                |                |                                          |                                                                           |                                                                           |                                        |                                                                                 |                                                                                                  |                                                                                                  |                                          |                                                  |                                                  | Francesco, signore di Ottobiano *1575 ? Elisabetta de Guevara | Francesco, signore di Ottobiano *1575 ? Elisabetta de Guevara | Renato ?-?                                        | Renato ?-?                                         | Andrea *1583 †1635 cavaliere di Malta                 | Andrea *1583 †1635 cavaliere di Malta                 |                                                 |                                                |                                                |                                                  |                                                  |                                                    |                                                             |                                                             |                                    |                                         |                                                        |                                                        |                                       |                                       |                                                           |                                                           |
|                                 |                                    |                                    |                                   |                                    |                                    |                                                                                |                                                                                |                 |                  |                                      |                                      |                |                |                                          |                                                                           |                                                                           |                                        |                                                                                 |                                                                                                  |                                                                                                  |                                          |                                                  |                                                  |                                                               |                                                               |                                                   |                                                    |                                                       |                                                       |                                                 |                                                |                                                |                                                  |                                                  |                                                    |                                                             |                                                             |                                    |                                         |                                                        |                                                        |                                       |                                       |                                                           |                                                           |
|                                 |                                    |                                    |                                   |                                    |                                    |                                                                                |                                                                                |                 |                  |                                      |                                      |                |                |                                          |                                                                           |                                                                           |                                        |                                                                                 |                                                                                                  |                                                                                                  |                                          |                                                  |                                                  |                                                               |                                                               |                                                   |                                                    |                                                       |                                                       |                                                 |                                                |                                                |                                                  |                                                  |                                                    |                                                             |                                                             |                                    |                                         |                                                        |                                                        |                                       |                                       |                                                           |                                                           |
|                                 |                                    |                                    |                                   |                                    |                                    |                                                                                |                                                                                |                 |                  |                                      |                                      |                |                |                                          |                                                                           |                                                                           |                                        |                                                                                 | Galeazzo, signore di Ottobiano †1649 Agnese Bocalieri                                            | Galeazzo, signore di Ottobiano †1649 Agnese Bocalieri                                            | Renato ?-?                               | Renato ?-?                                       | Andrea ?-?                                       | Andrea ?-?                                                    | Michele ?-?                                                   | Michele ?-?                                       | Aurelia ?-? Francesco Barbavara                    | Aurelia ?-? Francesco Barbavara                       | Francesca ?-? monaca di Sant'Agata di Lomellina       | Francesca ?-? monaca di Sant'Agata di Lomellina |                                                |                                                |                                                  |                                                  |                                                    |                                                             |                                                             |                                    |                                         |                                                        |                                                        |                                       |                                       |                                                           |                                                           |
|                                 |                                    |                                    |                                   |                                    |                                    |                                                                                |                                                                                |                 |                  |                                      |                                      |                |                |                                          |                                                                           |                                                                           |                                        |                                                                                 |                                                                                                  |                                                                                                  |                                          |                                                  |                                                  |                                                               |                                                               |                                                   |                                                    |                                                       |                                                       |                                                 |                                                |                                                |                                                  |                                                  |                                                    |                                                             |                                                             |                                    |                                         |                                                        |                                                        |                                       |                                       |                                                           |                                                           |
|                                 |                                    |                                    |                                   |                                    |                                    |                                                                                |                                                                                |                 |                  |                                      |                                      |                |                |                                          |                                                                           |                                                                           |                                        |                                                                                 |                                                                                                  |                                                                                                  |                                          |                                                  |                                                  |                                                               |                                                               |                                                   |                                                    |                                                       |                                                       |                                                 |                                                |                                                |                                                  |                                                  |                                                    |                                                             |                                                             |                                    |                                         |                                                        |                                                        |                                       |                                       |                                                           |                                                           |
|                                 |                                    |                                    |                                   |                                    |                                    |                                                                                |                                                                                |                 |                  |                                      |                                      |                |                |                                          | Renato, signore di Ottobiano †1695 Vittoria Colli                         | Renato, signore di Ottobiano †1695 Vittoria Colli                         |                                        | Giovanna Isabella ?-? monaca di Santa Maria di Galilea di Lomellina             | Giovanna Isabella ?-? monaca di Santa Maria di Galilea di Lomellina                              |                                                                                                  | Aurelia ?-?                              | Aurelia ?-?                                      |                                                  | Michele Francesco ?-? Teodora Valenti                         | Michele Francesco ?-? Teodora Valenti                         |                                                   |                                                    |                                                       |                                                       |                                                 |                                                |                                                |                                                  |                                                  |                                                    |                                                             |                                                             |                                    |                                         |                                                        |                                                        |                                       |                                       |                                                           |                                                           |
|                                 |                                    |                                    |                                   |                                    |                                    |                                                                                |                                                                                |                 |                  |                                      |                                      |                |                |                                          |                                                                           |                                                                           |                                        |                                                                                 |                                                                                                  |                                                                                                  |                                          |                                                  |                                                  |                                                               |                                                               |                                                   |                                                    |                                                       |                                                       |                                                 |                                                |                                                |                                                  |                                                  |                                                    |                                                             |                                                             |                                    |                                         |                                                        |                                                        |                                       |                                       |                                                           |                                                           |
|                                 |                                    |                                    |                                   |                                    |                                    |                                                                                |                                                                                |                 |                  |                                      |                                      |                |                |                                          |                                                                           |                                                                           |                                        |                                                                                 |                                                                                                  |                                                                                                  |                                          |                                                  |                                                  |                                                               |                                                               |                                                   |                                                    |                                                       |                                                       |                                                 |                                                |                                                |                                                  |                                                  |                                                    |                                                             |                                                             |                                    |                                         |                                                        |                                                        |                                       |                                       |                                                           |                                                           |
|                                 |                                    |                                    |                                   |                                    |                                    |                                                                                |                                                                                |                 |                  | Aurelia ?-?                          | Aurelia ?-?                          | Barbara ?-?    | Barbara ?-?    | Andrea, signore di Ottobiano *1679 †1697 | Andrea, signore di Ottobiano *1679 †1697                                  | Maria ?-?                                                                 | Maria ?-?                              | Raimondo, signore di Ottobiano *1683 †1760 canonico di Santa Maria in Lomellina | Raimondo, signore di Ottobiano *1683 †1760 canonico di Santa Maria in Lomellina                  | Pompeo, signore di Ottobiano *1688 †1765                                                         | Pompeo, signore di Ottobiano *1688 †1765 | Galeazzo *1674 †1719 Barbara Visconti di Massino | Galeazzo *1674 †1719 Barbara Visconti di Massino | Gaspare † infante                                             | Gaspare † infante                                             | Isabella †1711 Francesco Niguarda                 | Isabella †1711 Francesco Niguarda                  |                                                       |                                                       |                                                 |                                                |                                                |                                                  |                                                  |                                                    |                                                             |                                                             |                                    |                                         |                                                        |                                                        |                                       |                                       |                                                           |                                                           |

## Esponenti illustri

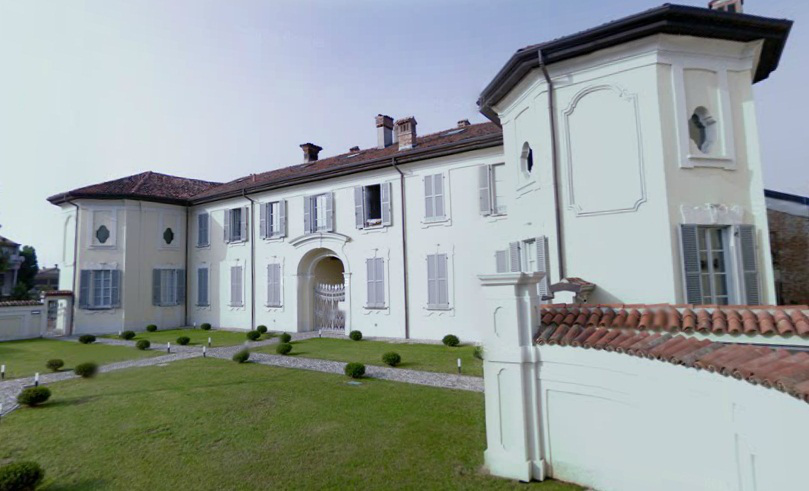
Cassinetta di Lugagnano, Villa Birago Clari Monzini

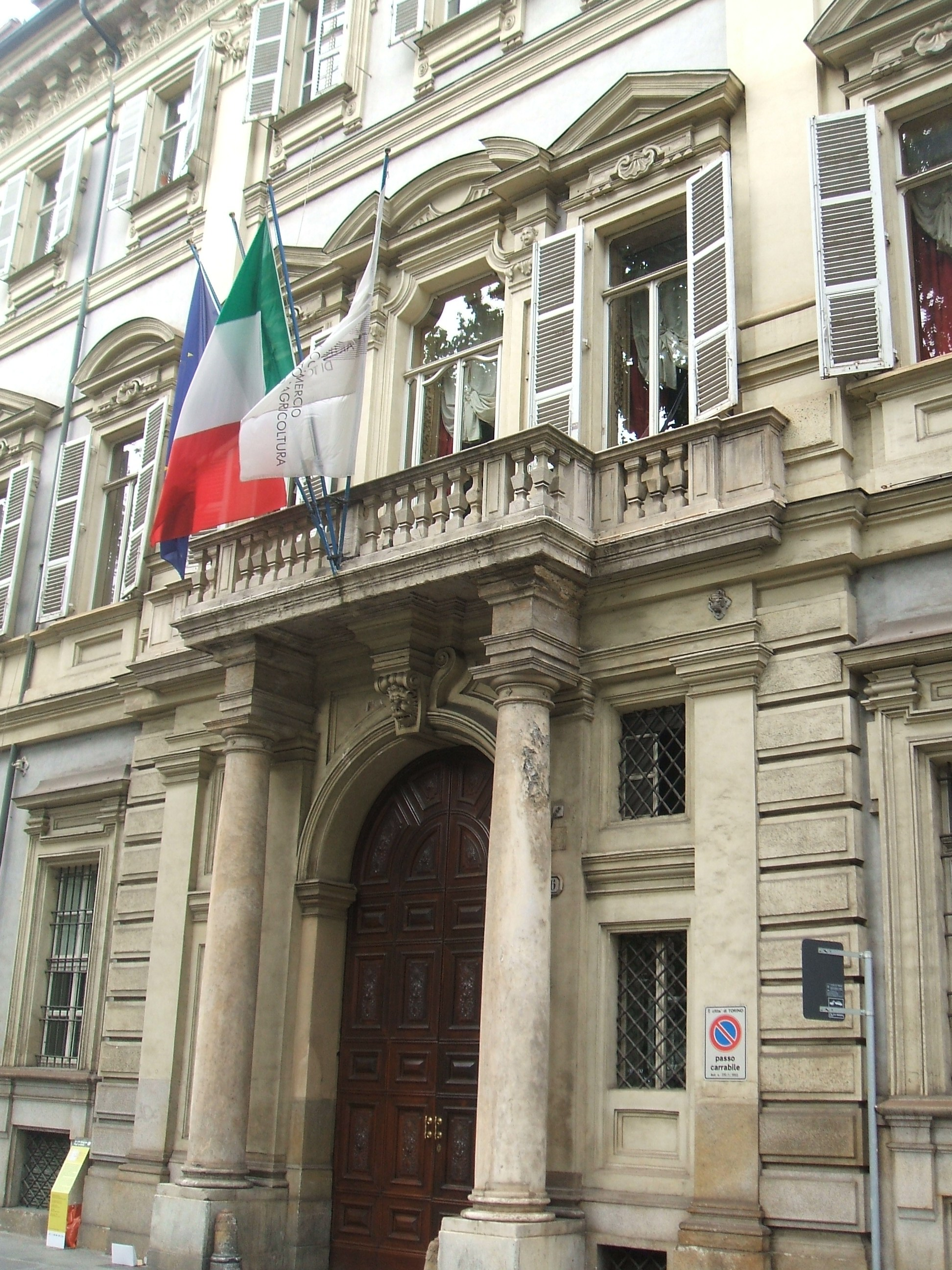
Torino, Palazzo Birago di Borgaro

- Gaspero Birago (XIII secolo), podestà di Bergamo
- Andrea Birago (?-1455), uomo d'armi
- Daniele Birago (?-1495), arcivescovo cattolico
- Francesco Birago (XV secolo), consigliere ducale degli Sforza
- Giovanni Birago (XVI secolo), condottiero
- Andrea Birago (XVI secolo), consigliere di stato degli Sforza
- Renato Birago (1506-1583), giureconsulto e cardinale
- Lodovico Birago (1509-1572), uomo d'armi
- Carlo Birago (XVI secolo), condottiero al servizio del re di Francia
- Francesco Birago (1562-?), esperto di araldica e duelli
- Ignazio Renato Camillo (1721-1783), militare, architetto
- Augusto Renato (?-1746), militare
- Federico Renato (1762-1814), militare
- Carlo Birago (1779-?), militare

## Rami della famiglia
- Ramo di Mettone e Sizzano (estinto nel 1723)
- Ramo di Ottobiano (estinto nel 1765)
- Ramo di Francia (estinto nel 1723)
- Ramo di Torino
- Ramo di Roaschia (estinto nel 1753)
- Ramo di Roccavione (estinto nel 1814)
- Ramo di Borgaro (estinto nel 1746)
- Ramo di Vische e Marchesato di Candia

## Arma
D'argento, a tre fasce di rosso doppiomerlate, ciascuna carica di cinque trifogli d'oro; alias Inquartato, al 1° d'argento, a tre anelli di rosso, male ordinati, intrecciati, ciascuno con pietre incastonate e legati, nel contorno, più volte con fili di nero, al 2° d'argento, alla siepe di verde, di arbusti intrecciati e fioriti, nutriti sopra un ristretto di terreno, al naturale, il tutto posto in bande, al 3° fasciato innestato d'argento e d'azzurro, al 4° di porpora, a tre anelli, male ordinati e intrecciati, ciascuno con un anellino infilzato, dagli angoli di intersezione esterni e interni sei punte moventi all'infuori (le tre esterne male ordinate), il tutto d'oro, innestato in punta d'oro, alla rotella di rosso, fiammeggiante di sette pezzi; sul tutto di Birago.